# Черничино (Псковская область)
Черничино — деревня в Шиковской волости Островского района Псковской области.
Расположена в 45 км к востоку от города Острова и в 5 км к северо-западу от волостного центра, деревни Шики.
Численность населения деревни по состоянию на 2000 год составляла 24 человека.